# Élection présidentielle argentine de 2023
L’élection présidentielle argentine de 2023 (en espagnol : Elecciones presidenciales de Argentina de 2023) se tient les 22 octobre et 19 novembre 2023 afin d'élire le président et le vice-président de l'Argentine pour un mandat de quatre ans. Le scrutin se tient en même temps que les élections législatives et sénatoriales.
Confrontés à une chute de leur popularité dans le contexte d'une grave crise économique, ni le président sortant Alberto Fernández, ni sa vice-présidente Cristina Fernández de Kirchner ne se portent candidats à leur réélection.
Le candidat libertarien d'extrême droite Javier Milei remporte les primaires présidentielles le 14 août, devançant de peu le total des voix des candidats des deux partis traditionnels. Il affronte ainsi notamment Sergio Massa, issu de la coalition péroniste sortante, ainsi que Patricia Bullrich, à la tête de l'opposition libérale.
Sergio Massa arrive en tête du premier tour, qui conduit à un ballottage l'opposant à  Javier Milei. Ce dernier reçoit dans l'entre-deux tours le soutien de Patricia Bullrich, arrivée troisième, et l'emporte avec plus de 55 % des suffrages. Il prend ses fonctions le 10 décembre suivant.

## Contexte

### Présidence d'Alberto Fernández

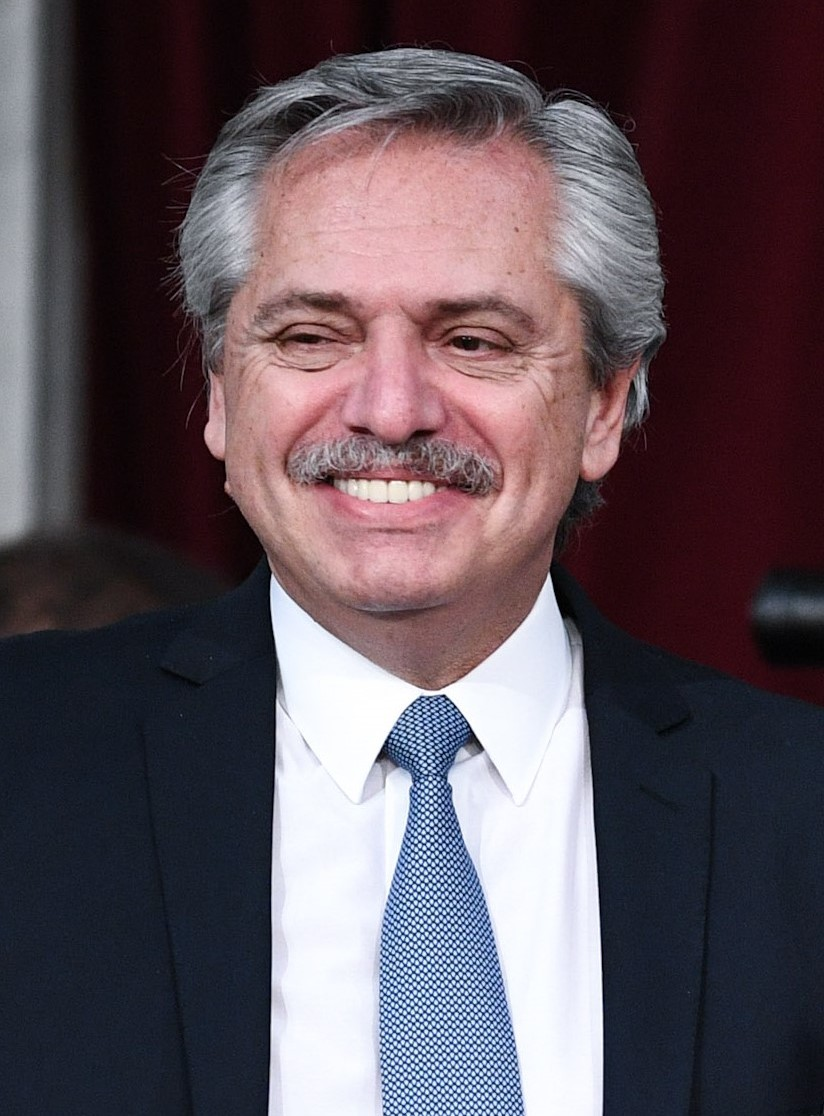
Alberto Fernández.

La précédente élection présidentielle organisée en octobre 2019 conduit à une alternance. Candidat à sa réélection pour un deuxième et dernier mandat, le président sortant Mauricio Macri, candidat de la coalition de centre droit Ensemble pour le changement menée par le parti Proposition républicaine, est battu dès le premier tour par Alberto Fernández, à la tête de la coalition de centre gauche Front commun menée par le Parti justicialiste. Fernández l'emporte avec un peu plus de 48 % des voix, le système électoral argentin permettant l'élection dès le premier tour d'un candidat ayant obtenu au moins 45 % des voix. Les résultats des élections législatives organisées simultanément font qu'il ne dispose cependant pas d'une majorité à la Chambre des députés, malgré une majorité absolue de quelques sièges au Sénat.
L'Argentine est alors victime d'une sévère crise économique, plus du tiers de la population vit sous le seuil de pauvreté, et le chômage atteint 10 % tandis que l’inflation dépasse les 54 % en un an, et 237 % depuis le début du mandat de Mauricio Macri. Plus de cinq millions d'Argentins sont en situation d'insécurité alimentaire,. Cette situation se poursuit lorsque sont organisées deux ans plus tard les élections parlementaires de mi-mandat, à laquelle s'ajoute le contexte de la pandémie de Covid-19, qui provoque leur report de plusieurs mois. Le pays connaît alors sa troisième année consécutive de récession et un taux de pauvreté de 40,6 %. Le scrutin aboutit à une victoire de l'opposition, Ensemble pour le changement sortant vainqueur tandis que le Front commun, entre-temps renommé Front de tous, perd sa majorité au Sénat pour la première fois depuis près de 40 ans, la population exprimant son mécontentement vis-à-vis de la hausse continue de l'inflation et du taux de pauvreté. Le président Alberto Fernández se retrouve depuis sans majorité dans les deux chambres, limitant considérablement son champ d'action,,. En accord avec la constitution, il est éligible pour un second mandat. Plombé par l'aggravation de la crise économique qui fait grimper à 70 % son taux d'impopularité dans les sondages d'opinions, il est remis en cause dans les milieux kirchnéristes qui font pression pour qu'il laisse la place à une nouvelle personnalité bénéficiant d'une meilleure image. Il finit ainsi par annoncer le 21 avril 2023 ne pas être candidat à sa réélection.

### Tentative d'assassinat de Cristina Fernández de Kirchner
Le 1er septembre 2022, l'ancienne présidente Cristina Fernández de Kirchner est l'objet d'une tentative d'assassinat peu après que 12 ans d'emprisonnement ont été requis contre elle dans un procès pour corruption. Alors qu'elle salue des sympathisants venus la soutenir à son domicile de Buenos Aires, un homme de 35 ans, Fernando Sabag Montiel, tente de tirer sur elle à bout portant, mais son pistolet s'enraye. Lui et sa compagne sont inculpés pour tentative d'homicide aggravé avec préméditation. Le lendemain, des dizaines de milliers de personnes se rassemblent sur la Plaza de Mayo en soutien à la vice-présidente.

## Système électoral
Le président de la Nation argentine (Presidente de la Nación Argentina) et le vice-président sont élus au suffrage universel direct au sein d'une candidature commune, dite « ticket », pour un mandat de quatre ans renouvelable une seule fois de manière consécutive. L'élection a lieu par le biais d'une version modifiée du scrutin uninominal majoritaire à deux tours. Si aucun candidat n'obtient 45 % des suffrages exprimés lors du premier tour, ou 40 % des voix avec au moins dix points d'avance sur celui arrivé en deuxième position, un second tour est organisé dans les trente jours entre les deux candidats arrivés en tête. Est alors élu celui qui reçoit le plus grand nombre de suffrages.
Le droit de vote s'acquiert à 16 ans, et est obligatoire pour tous les citoyens âgés de 18 à 70 ans, à quelques exceptions près (maladie, éloignement des bureaux de vote). L'abstention est sanctionnée par une amende d'un montant variant entre 50 et 500 pesos argentins, et par l'interdiction d'occuper des fonctions ou des emplois publics pendant trois ans.

### Primaires
Le système électoral argentin possède la particularité d'organiser des élections primaires préalablement au premier tour, au cours de laquelle l'ensemble des différents candidats au sein de chacun des partis s'affrontent pour devenir le candidat de leurs partis respectifs. L'ensemble de la population peut participer à ce vote. Tous les partis sont tenus d'y participer, même s'ils n'ont qu'un seul candidat. Le candidat arrivé en tête au sein de chaque parti devient son candidat unique à la présidentielle, et l'ensemble des voix pour les candidats d'un même parti sont réunies lors du décompte. Seuls les partis ayant réuni le vote d'au moins 1,5 % des votants peuvent qualifier leur candidat pour le premier tour de l'élection présidentielle elle-même.
Le système fait ainsi à la fois office de primaires, de parrainage et de filtre à candidatures pour le véritable scrutin, tout en permettant aux partis de jauger les rapports de force à venir. Il est cependant devenu habituel pour des partis de ne présenter qu'un seul candidat afin d'afficher leur unité, ôtant à la pré-élection son intérêt dans ce domaine. Les primaires sont organisées le 13 août 2023.
L'insécurité et l'inflation ont été les thèmes dominants de campagne, bien que le taux d'homicides en Argentine soit l'un des plus bas d'Amérique latine. Selon les analystes, la focalisation des chaînes de télévision sur les questions sécuritaires, tout particulièrement dans la dernière semaine avant le vote à la suite de l'assassinat d'une petite fille lors d'un vol, devrait bénéficier aux figures les plus à droite de l’échiquier politique, et notamment à Javier Milei, qui milite pour la libéralisation du port d’arme.
Les primaires sont marquées par la très forte performance du candidat libertarien d'extrême droite Javier Milei, qui remporte 30 % des voix et devance les candidats des deux principaux partis. Ce résultat est interprété comme un rejet clair de l'establishment politique et l'expression d'un désenchantement, dans un contexte où l'Argentine fait face à une inflation et un taux de pauvreté records,.
|                          | Javier Milei Victoria Villarruel    | La liberté avance                   | 7 352 244  | 29,86 |  |  |
|                          | Sergio Massa Agustín Rossi          | Union pour la patrie                | 5 277 538  | 21,43 |  |  |
|                          | Patricia Bullrich Luis Petri        | Ensemble pour le changement         | 4 139 566  | 16,81 |  |  |
|                          | Horacio Larreta Gerardo Morales     | Ensemble pour le changement         | 2 756 375  | 11,19 |  |  |
|                          | Juan Grabois Paula Abal Medina      | Union pour la patrie                | 1 441 504  | 5,85  |  |  |
|                          | Juan Schiaretti Florencio Randazzo  | Ensemble pour notre pays            | 914 812    | 3,71  |  |  |
|                          | Myriam Bregman Nicolás del Caño     | Front de gauche et des travailleurs | 451 275    | 1,83  |  |  |
|                          | Gabriel Solano Vilma Ripoll         | Front de gauche et des travailleurs | 191 498    | 0,78  |  |  |
|                          | Guillermo Moreno Leonardo Fabre     | Terre, toit et travail              | 189 756    | 0,77  |  |  |
|                          | Jesús Escobar Marianella Lezama Hid | Azur et rouge                       | 158 840    | 0,65  |  |  |
|                          | Autres candidats                    | Autres candidats                    | 395 888    | 1,61  |  |  |
|                          | Votes blancs                        | Votes blancs                        | 1 356 480  | 5,51  |  |  |
|                          |                                     |                                     |            |       |  |  |
| Votes valides            | Votes valides                       | Votes valides                       | 24 625 776 | 98,76 |  |  |
| Votes nuls               | Votes nuls                          | Votes nuls                          | 309 807    | 1,24  |  |  |
| Total                    | Total                               | Total                               | 24 935 583 | 100   |  |  |
| Abstention               | Abstention                          | Abstention                          | 10 469 430 | 29,57 |  |  |
| Inscrits / participation | Inscrits / participation            | Inscrits / participation            | 35 405 013 | 70,43 |  |  |

### Premier tour

Moyenne lissée des sondages pour le 1er tour

## Campagne
L'élection est marquée par un virage à droite de la vie politique argentine : tant la conservatrice Patricia Bullrich que le péroniste Sergio Massa représentent en effet l'aile la plus à droite de leur famille politique, tandis que le libertarien Javier Milei domine les sondages.

### Javier Milei

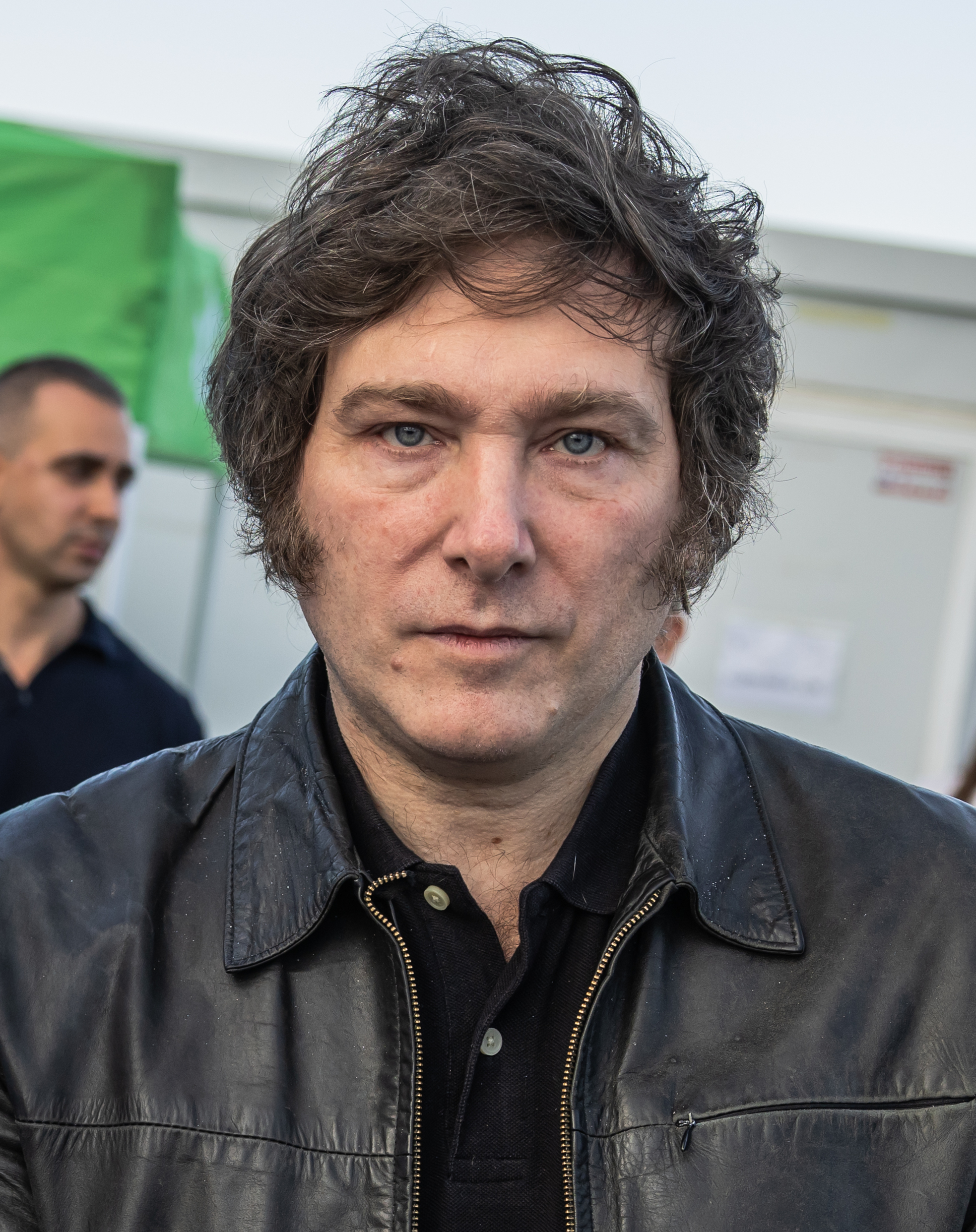
Javier Milei.

Favori des sondages, Javier Milei fait campagne sur un programme antisystème et libertarien poussé jusqu'à l'anarcho-capitalisme, qu'il émaille de phrases chocs suivant un style volontairement provocateur, insultant ou même vulgaire. Ponctuant fréquemment ses discours par un « Vive la liberté, putain ! », il propose de réduire les dépenses publiques selon le principe minarchiste, de « dynamiter » la banque centrale, de dollariser l'économie en mettant fin au peso — qualifié d’excrément et de déchet ne servant même pas à fabriquer de l'engrais —, de rompre les relations avec le premier partenaire commercial de l'Argentine, la Chine, parce qu'elle est communiste, de criminaliser l'avortement ainsi que d'autoriser le port d'armes et la vente d'organes,,,. Il symbolise sa volonté de tout déréglementer au sein de l’État par son slogan de le trancher « à la tronçonneuse », outil qu'il apporte dans ses meetings de campagne.
Le candidat de la coalition La liberté avance (LLA) tire principalement sa popularité de son discours éruptif contre les partis traditionnels de gauche comme de droite, jugés corrompus et incapable de faire face à la crise économique, et contre lesquels il promet de « sonner la fin de toute cette caste politique, voleuse et inutile ». Son discours anti-État séduit particulièrement les hommes jeunes, issus des classes moyenne et populaire urbaines, notamment depuis les confinements imposés au cours de la pandémie de Covid-19.
Soutenu par les économistes Emilio Ocampo et Nicolás Cachanosky, son projet de dollarisation est largement critiqué par la grande majorité des économistes, qui s’attendent à ce qu'une telle mesure provoque une chute brutale des salaires et que la perte de souveraineté monétaire rende le pays plus fragile aux chocs externes, le soumette à des périodes de récession répétées et à un taux de chômage élevé.

### Sergio Massa

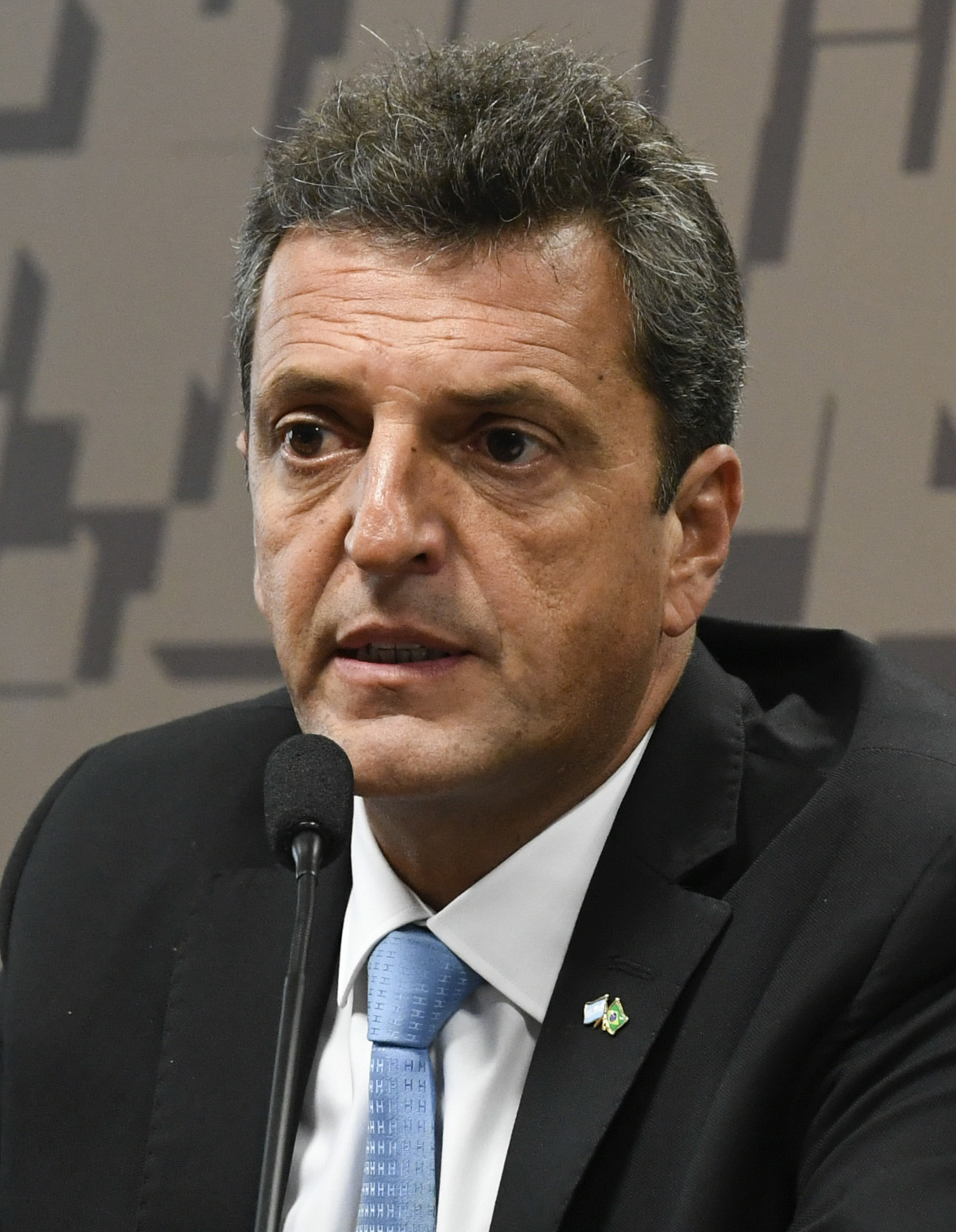
Sergio Massa.

Candidat de la coalition Union pour la patrie (UP), héritière du Front de tous du président sortant, le ministre de l'Économie Sergio Massa bénéficie d'une réputation de centriste pragmatique et consensuel. Successivement ministre sous le gouvernement péroniste de Cristina Kirchner puis adversaire du péroniste Daniel Scioli à la présidentielle de 2015 avant de redevenir ministre du péroniste Alberto Fernández, il se rend incontournable en parvenant à faire passer des budgets respectant les mesures de rigueur budgétaire fixées par le FMI, par micro-ajustements, tout en maintenant le dialogue avec les syndicats et en évitant les mouvements sociaux. Il mène campagne sur un programme proposant notamment des facilités d’accès au crédit, des aides fiscales, ainsi que des aides pour les travailleurs et les retraités.
Promettant de former un gouvernement d'union nationale tout en cherchant à prendre ses distances avec le gouvernement sortant, il peine cependant à se démarquer de ses responsabilités en tant que ministre de l'Économie dans une campagne marquée par le mécontentement de la population vis-à-vis de la situation économique du pays, de la forte hausse de l'inflation et du taux de pauvreté élevé. Il peine par ailleurs à réellement convaincre la base des électeurs péronistes — pourtant réputés pour leur mobilisation en période électorale — dont notamment son aile gauche qui, rebutée par son positionnement centriste et ses changements de bords politique, voit en lui un candidat par défaut.

### Patricia Bullrich

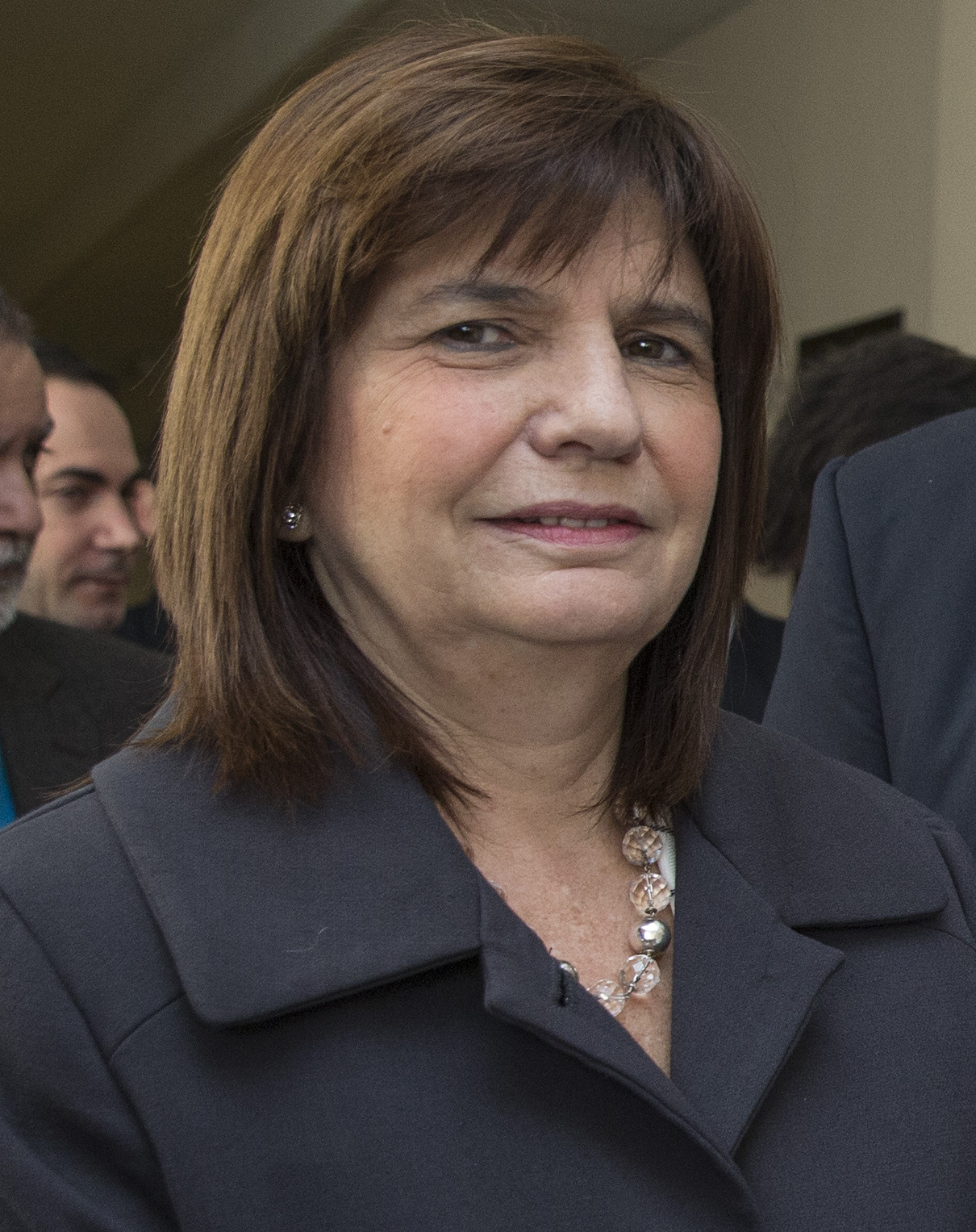
Patricia Bullrich.

Portée par la coalition Ensemble pour le changement (JxC), Patricia Bullrich entretient une réputation de « Dame de fer » en cultivant une image de fermeté dans tous les domaines. Ancienne ministre de la sécurité de 2015 à 2019 sous la présidence de Mauricio Macri, elle promet ainsi un audit « sévère » des programmes d'aide sociale, une réforme du droit du travail, des coupes budgétaires, une libéralisation du contrôle des changes et la fin du contrôle des prix,.
En matière sécuritaire, la candidate promet de restaurer l'ordre dans la rue et de « mettre fin à l'ère des Piquetero », terme désignant les blocages de routes organisés régulièrement à Buenos Aires par un mouvement social de chômeurs apparu dans les années 1990. Bien que se revendiquant comme l'héritière de Mauricio Macri, elle assure ne pas vouloir suivre la stratégie « gradualiste » de son mentor — qualifié de tiède — et plaide pour une stratégie de « choc économique »,.

## Résultats
| Candidat et colistiers   | Candidat et colistiers             | Coalition                | Premier tour | Premier tour | Deuxième tour | Deuxième tour |
| Candidat et colistiers   | Candidat et colistiers             | Coalition                | Voix         | %            | Voix          | %             |
| ------------------------ | ---------------------------------- | ------------------------ | ------------ | ------------ | ------------- | ------------- |
|                          | Sergio Massa Agustín Rossi         | UP                       | 9 853 492    | 36,78        | 11 598 720    | 44,35         |
|                          | Javier Milei Victoria Villarruel   | LLA                      | 8 034 990    | 29,99        | 14 554 560    | 55,65         |
|                          | Patricia Bullrich Luis Petri       | JxC                      | 6 379 023    | 23,81        |               |               |
|                          | Juan Schiaretti Florencio Randazzo | HNP (en)                 | 1 802 068    | 6,73         |               |               |
|                          | Myriam Bregman Nicolás del Caño    | FIT                      | 722 061      | 2,70         |               |               |
|                          |                                    |                          |              |              |               |               |
| Votes valides            | Votes valides                      | Votes valides            | 26 791 634   | 96,86        | 26 153 280    | 96,79         |
| Votes nuls               | Votes nuls                         | Votes nuls               | 451 486      | 1,63         | 450 746       | 1,67          |
| Votes blancs             | Votes blancs                       | Votes blancs             | 415 737      | 1,50         | 417 574       | 1,55          |
| Total                    | Total                              | Total                    | 27 658 857   | 100          | 27 021 600    | 100           |
| Abstention               | Abstention                         | Abstention               | 8 195 265    | 22,86        | 8 383 798     | 23,68         |
| Inscrits / participation | Inscrits / participation           | Inscrits / participation | 35 854 122   | 77,14        | 35 405 398    | 76,32         |

## Analyse

### Entre-deux-tours

Résultats au 1er tour.

Donné second par les sondages, Sergio Massa arrive finalement en tête du premier tour avec près de 37 % des suffrages exprimés, suivi de Javier Milei (30 %) et Patricia Bullrich (24 %). Aucun candidat n'étant parvenu à réunir plus de 45 % des voix ou 40 % avec une avance de 10 % sur celui arrivé second, un second tour opposant Massa et Milei est organisé le 19 novembre.
Sergio Messa crée ainsi la surprise après son résultat jugé décevant lors des primaires. Face à la campagne chaotique et pleine d'invectives de l'anarcho-capitaliste Javier Milei, le ministre de l'Économie aurait bénéficié d'un vote « défensif » en apparaissant comme l'« adulte dans la pièce » par ses positions pragmatiques et posées. Malgré les sondages encourageants pour Milei, le programme de ce dernier serait apparu aux yeux de l'électorat argentin comme trop incertain, aussi bien en termes économiques que démocratiques.
La droite traditionnelle réunie derrière Patricia Bullrich se retrouve grande perdante du scrutin, tant du fait des résultats de la candidate, loin derrière en troisième place, que des dissensions qui se font jour dans l'entre-deux-tours. Poussée en ce sens par l'ancien président Mauricio Macri, la candidate appelle le 25 octobre à soutenir Javier Milei pour le second tour, ce qui provoque un profond malaise au sein de sa coalition. L'ex-président Mauricio Macri apporte également son appui au candidat ultralibéral. Déclarant que les Argentins ont le choix entre « le changement ou la poursuite d'une gouvernance mafieuse », elle appelle à voter contre le péronisme, qualifié de « populisme corrompu » menant le pays à une « décadence totale ». Son ralliement provoque le rejet public de plusieurs personnalités de sa coalition, dont le président de l'Union civique radicale, Gerardo Morales.
L'alliance de Javier Milei avec une partie de la droite traditionnelle menée par Patricia Bullrich, après une campagne pour le premier tour marquée par le rejet de la « caste » politique, est par ailleurs vécue comme une trahison par une partie de sa coalition. Onze députés annoncent ainsi quitter La liberté avance tandis qu'au sein d'Ensemble pour le changement, l'Union civique radicale et une partie de Proposition républicaine décident de rester neutres,. Alors que le second tour prend la forme d'un confrontation entre candidats « système » et « anti-système », le soutien de la droite est ainsi jugé susceptible de desservir Javier Milei en faisant perdre de la cohérence à son discours.
Javier Milei évoque par ailleurs des « fraudes » qui l'auraient privé de la première place au premier tour du scrutin. Le candidat avait déjà affirmé lors des primaires s'être fait « voler » un million de suffrages. La sœur et directrice de campagne du candidat libertarien, Karina Milei, et l'avocat de son parti Libertad Avanza, Santiago Viola, écrivent une lettre à la justice électorale pour dénoncer la « fraude colossale » qu'aurait commise la police militaire chargée de la surveillance des bureaux de vote. Interrogé par la presse, Santiago Viola admet ne pas avoir de preuves, de vidéos ou de photos, mais évoque des « témoignages crédibles » et une « source interne à la gendarmerie ». La conduite de Javier Milei est alors comparée à celle de Donald Trump et Jair Bolsonaro, respectivement en 2020 et 2022.

### Second tour

Moyenne lissée des sondages pour le 2e tour

Résultats au tour.

Javier Milei l'emporte au second tour avec 55 % des suffrages. Arrivé en tête dans vingt provinces sur vingt-trois ainsi que dans la capitale fédérale, Buenos Aires —  pourtant bastion du péronisme — avec une confortable avance qui grimpe à plus de 70 % dans les villes de Mendoza et Córdoba, le candidat de La liberté avance fait à son tour mentir les sondages, qui annonçaient un second tour serré. Sergio Messa reconnaît sa défaite le soir même, avant de féliciter son adversaire,,.
La victoire de Javier Milei est largement attribuée à la situation économique du pays en proie à des crises répétées depuis plusieurs décennies — dont trois défaut de paiement depuis 2000 — qui voit la population faire face à une très forte inflation, un effondrement de son pouvoir d'achat et une montée du taux de pauvreté, une nouvelle fois aggravés par la récente crise mondiale. L’ascension fulgurante de cet économiste mathématicien, qui devient député puis président en moins d'un an et demi, est attribuée à sa compréhension de la rupture entre la population et la classe politique argentine, la hausse constante des prix et de la fiscalité et de l'insécurité rythmant les affaires de corruption à répétition. La proposition d'une refonte radicale de la structure de l’État pour n'en conserver que le strict minimum régalien aurait ainsi séduit une population lassée d'un modèle interventionniste ayant échoué à tenir ses promesses,,.
La passation de pouvoir intervient le 10 décembre 2023. Le nouveau président dispose cependant d'une étroite marge de manœuvre, car son programme se trouve en opposition aux partis traditionnels. Or, ces derniers disposent de la majorité à la Chambre des députés et au Sénat, la coalition La liberté avance étant arrivée respectivement en troisième et deuxième place aux élections législatives et sénatoriales organisées en même temps que le premier tour. Il bénéficie cependant du soutien d'une partie de la droite, réunie autour de l'ancien président Mauricio Macri,.